# Ecaterina Vig
Ecaterina Vig, coniugata Pântea (Șimian, 31 marzo 1950), è un'ex cestista rumena.

## Carriera
Con la Romania ha disputato i Campionati europei del 1972.